# Route nationale 107 (Slovénie)
Pour les articles homonymes, voir G107 et Route nationale 107.
La route nationale 107 (slovène : Glavna cesta 107), abrégée en G107 ou G2-107, est une route nationale slovène allant de Celje à la frontière croate. Sa longueur est de 47,5 km.

## Tracé
- Celje
- Slance (en)
- Teharje (en)
- Štore
- Draga (en)
- Vrbno (en)
- Šentjur
- Stopče (en)
- Grobelno (en)
- Gornja Vas (en)
- Senovica (en)
- Šmarje pri Jelšah
- Mala Pristava (en)
- Belo (en)
- Mestinje (en)
- Podplat (en)
- Tekačevo (en)
- Spodnje Negonje (en)
- Irje (en)
- Spodnje Sečovo (en)
- Tuncovec (en)
- Brezovec pri Rogatcu (en)
- Rogatec
- Croatie D 207